# Louis Goossens
Louis Goossens, est un jurisconsulte, avocat, magistrat et homme politique belge, né à Tirlemont le 15 décembre 1796 et décédé dans sa ville natale le 18 avril 1851.
Il appartenait à cette génération des "fondateurs de la Belgique" qui firent leurs études dans les Lycées napoléoniens et dans les Universités d'État.
Ainsi, après des humanités au Lycée Impérial de Bruxelles, où il reçut la médaille d'or, il fit ses études de droit d'abord à l'École de droit de Bruxelles et ensuite à l'Université d'État de Louvain où il obtint la plus grande distinction.
Avocat apprécié il devint ensuite magistrat.
Il entama une carrière politique comme membre du conseil provincial du Brabant et devint dès 1848 bourgmestre de Tirlemont.

## Le fondateur de l'école d'agriculture
C'est Louis Goossens qui se rendant compte de l'importance d'une agriculture moderne, fonda à Tirlemont en 1849 avec l'appui d'Alphonse Le Roy, futur professeur à l'Université de Liège, la première école d'agriculture du pays.

## Ses écrits
- Dissertatio de modis quibus ususfructus amittitur atque acquiritur, thèse défendue à Louvain le 21 juin 1818.
- Traité sur les demandes en nullité de mariage.
- Étude sur les établissements de bienfaisance de Tirlemont.